# 樋屋奇応丸
樋屋奇応丸（ひや きおうがん）
- 樋屋製薬が製造する乳幼児用の医薬品。本稿で記述。
- 樋屋製薬の子会社で上記の販売元である樋屋奇応丸株式会社。1985年に樋屋製薬の販売部門が樋屋製薬販売株式会社として分社化、1994年に現商号に変更。本社は樋屋製薬内にある。

樋屋奇応丸（ひや きおうがん）は、大阪市に本社を持つ樋屋製薬が製造する乳幼児用の医薬品である。乳幼児の疳の虫（かんのむし）、またはそれを原因とする夜泣き、下痢などに効果がある。ひらがなで「ひや・きおーがん」と表記することもある。また、かつてのパッケージの表記は「樋屋竒應丸」だった。

## 医薬品

### 特徴
樋屋奇応丸はジャコウ、ユウタン、ジンコウ、ニンジンの4種の生薬を有効成分とする小児五疳薬である。製品によってはゴオウも配合している。
細字ボールペンの先端ほどの微細な銀色の錠剤で、すべて自然成分であり、0歳からでも服用できる配慮がある。製品によっては金色、糖衣のものもある。

### 歴史
奇応丸は一説には8世紀に唐から鑑真によってもたらされた妙薬といわれ、16世紀頃には日本各地に「奇応丸」の名を冠する複数の処方の薬が存在したともいわれるが定かではない。
日本各地に伝わった「奇応丸」は、ジャコウ、ユウタン、ジンコウ、ニンジンの4種の生薬と金箔を原料としている点では共通していた。江戸時代に大坂の初代樋屋坂上忠兵衛がこれらの処方を参考にしつつ、貴重な生薬を原料とする奇応丸の丸剤一粒ずつを小さくすることで価格を下げて売り出し普及を図った。

### 販売
2011年5月、大幸薬品と樋屋奇応丸11品目に関して独占国内販売権契約を結んだ。これにより大幸薬品は樋屋奇応丸11品目の発売元となり、販売を樋屋奇応丸株式会社から引き継いだ。
2016年3月23日、同年5月18日を以て大幸薬品との独占国内販売権契約が満了するのに伴い、翌19日より発売元を再び樋屋奇応丸株式会社に戻し、同時に製品をリニューアルする予定であることが樋屋製薬ホームページ上で発表された。
マヒナスターズが歌うテレビコマーシャルのCMソングはテンポの良い曲で印象が強く、知名度が高い。現在でもこの曲をアレンジしたコマーシャルが放送されている。

## 競走馬「ヒヤキオーガン」
競走馬の「ヒヤキオーガン」は1951年に生まれた父・クモハタ、母・十九照という血統のオスのサラブレッドで、当時の樋屋製薬社長・坂上忠兵衛と生産者・吉田権三郎との共同所有で商品名である「樋屋奇応丸」から命名された。戦績は29戦11勝で主な勝ち鞍に阪神大賞典や日本経済新春杯がある。当時は「商品名を馬名として登録することはできない」という規則は存在していなかった（「競走馬#競走馬名」の項も参照）